# Povodí Amazonky

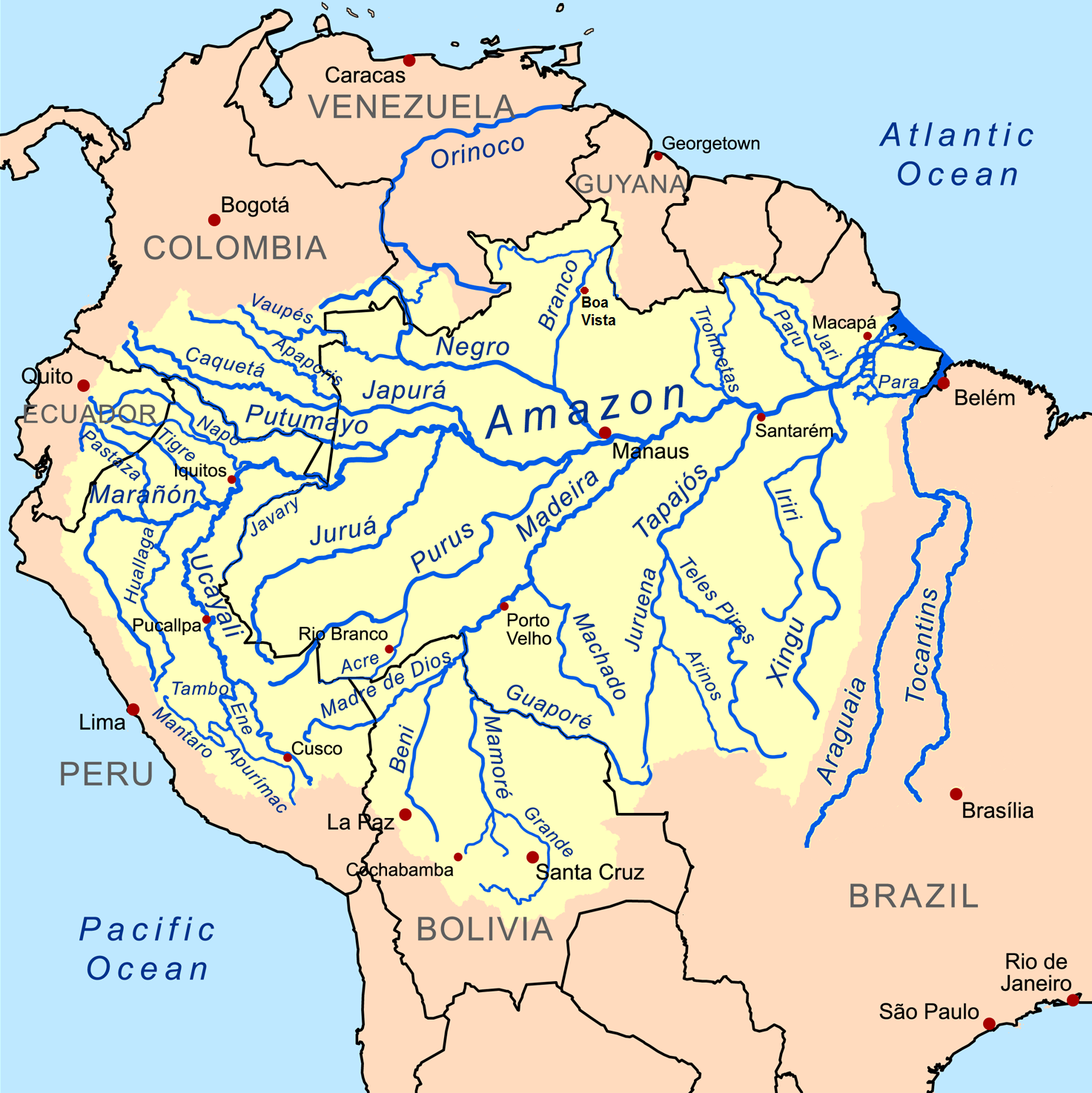
Povodí řeky Amazonky

Povodí Amazonky je povodí řeky 1. řádu a je součástí úmoří Atlantského oceánu. S udávanou rozlohou povodí od 6 915 000 do 7 180 000 km² se jedná o největší povodí světa a Jižní Ameriky. Povodí řeky Amazonky, jejích zdrojnic a přítoků na severu sousedí s povodím Orinoka, na východě s povodím Tocantins, na jihu s povodím Ría de la Platy a celou řadou relativně menších povodí. S povodím Orinoka sdílí díky bifurkaci jeho horní povodí – jeho vody jsou zčásti odváděny řekou Casiquiare do Rio Negra.

## Geografie
Povodí se nachází na území států Brazílie, Bolívie, Venezuely, Kolumbie, Ekvádoru, Peru, Guyany, Surinamu a Francouzské Guyany. Rozprostírá se zhruba od 80. stupně západní délky po 50. stupeň západní délky a od 5. stupně severní šířky po 20. stupeň jižní šířky.
Centrální část povodí Amazonky tvoří Amazonská nížina (Amazonie), která je z větší části zalesněná a zabírá značnou část z rozlohy 6,915 milionu km². Jedná se o největší aluviální nížinu světa. Na západě je ohraničena hřebeny And, na severu tvoří hranici Guyanská vysočina, na jihu je to zejména Brazilská vysočina a na východě ústí řeky a pobřeží Atlantského oceánu. Nejvyšším bodem celého povodí je vrchol hory Yerupajá vysoké 6635 m.
Hlavní vodní tok tvoří řeka Amazonka, která z celého povodí odvádí do Atlantského oceánu 6,9 bilionu m³ sladké vody ročně, což představuje asi 20 % celkového objemu, které všechny světové řeky odvedou do moří a oceánů. 

### Klima
Velká část povodí má ekvatoriální a tropické monzunové podnebí.

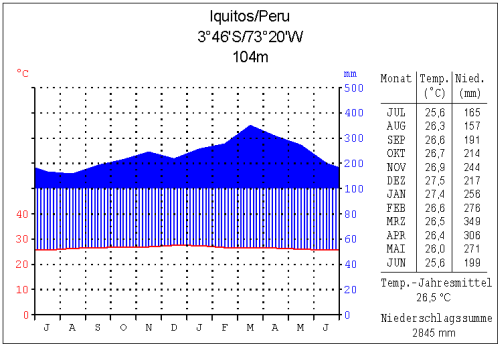
Iquitos, Peru
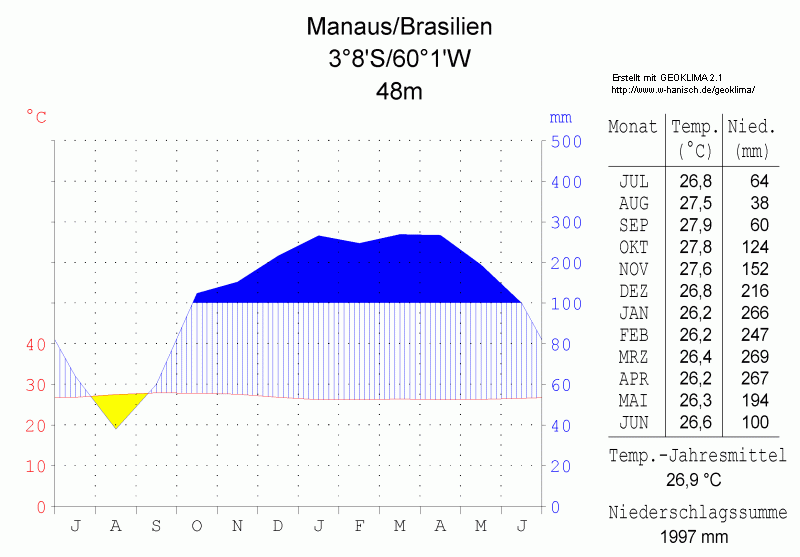
Manaus, Brazílie
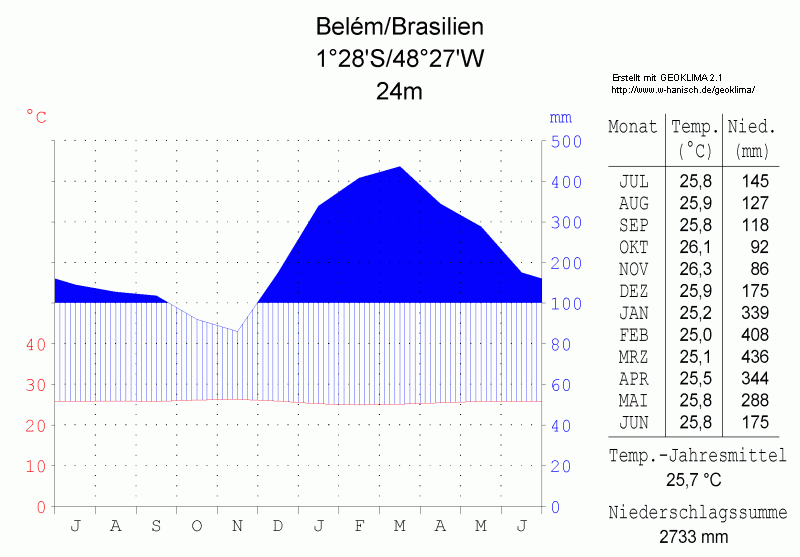
Belém, Brazílie
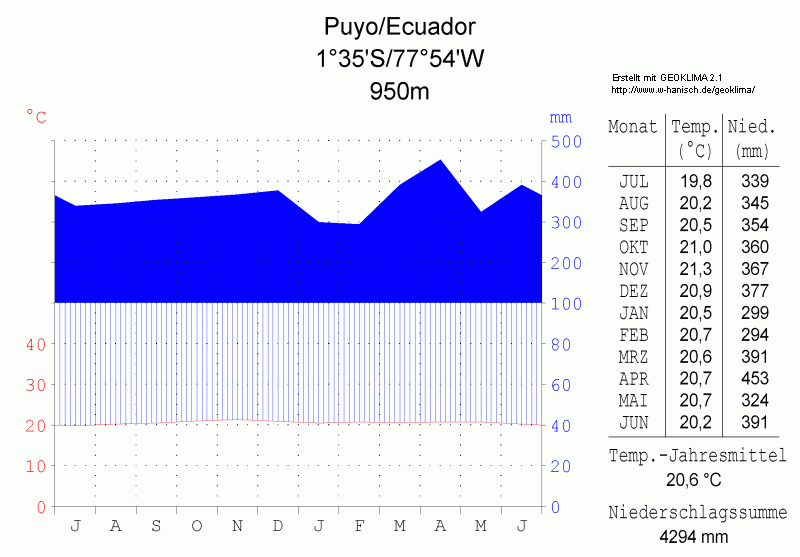
Puyo, Ekvádor
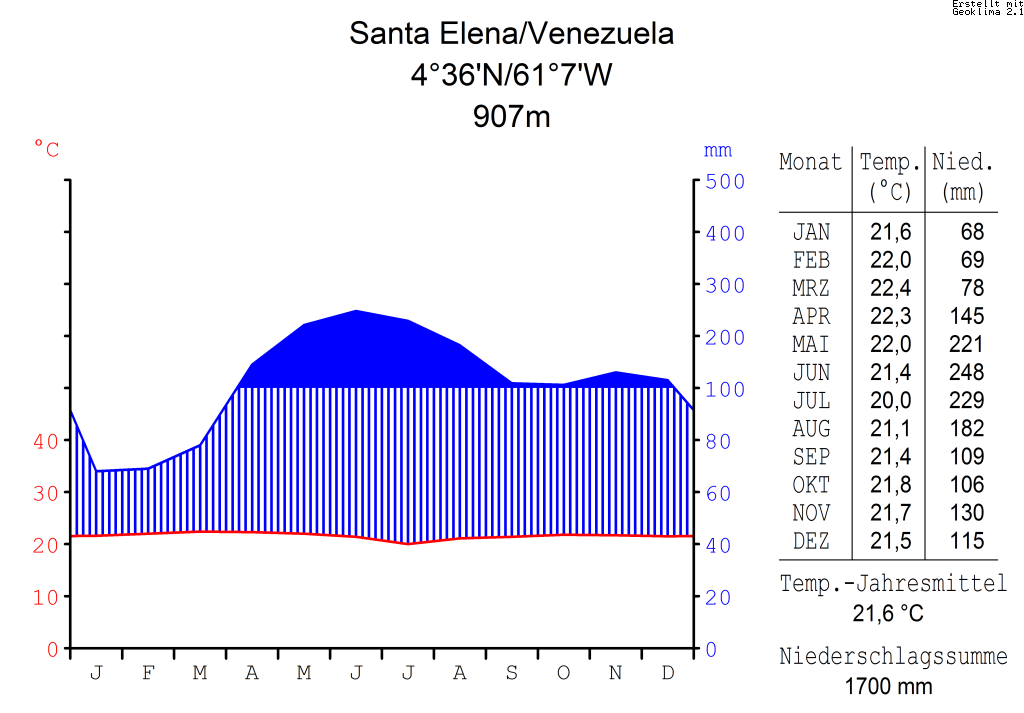
Santa Elena de Uairén, Venezuela
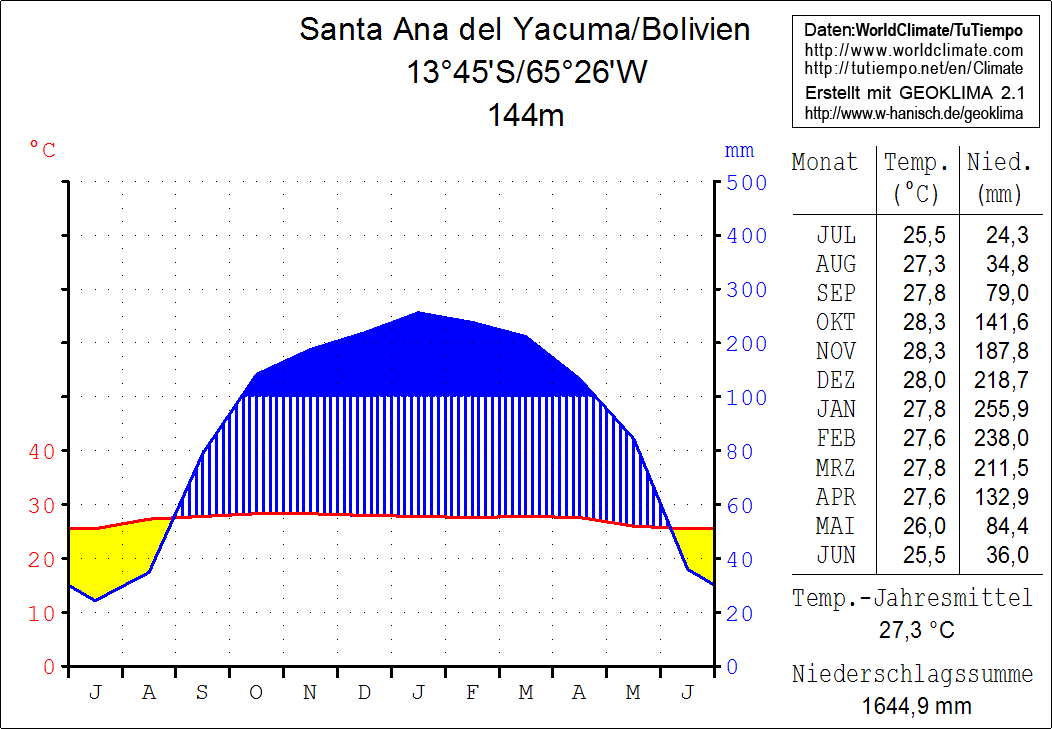
Santa Ana del Yacuma, Bolívie

### Amazonský deštný prales

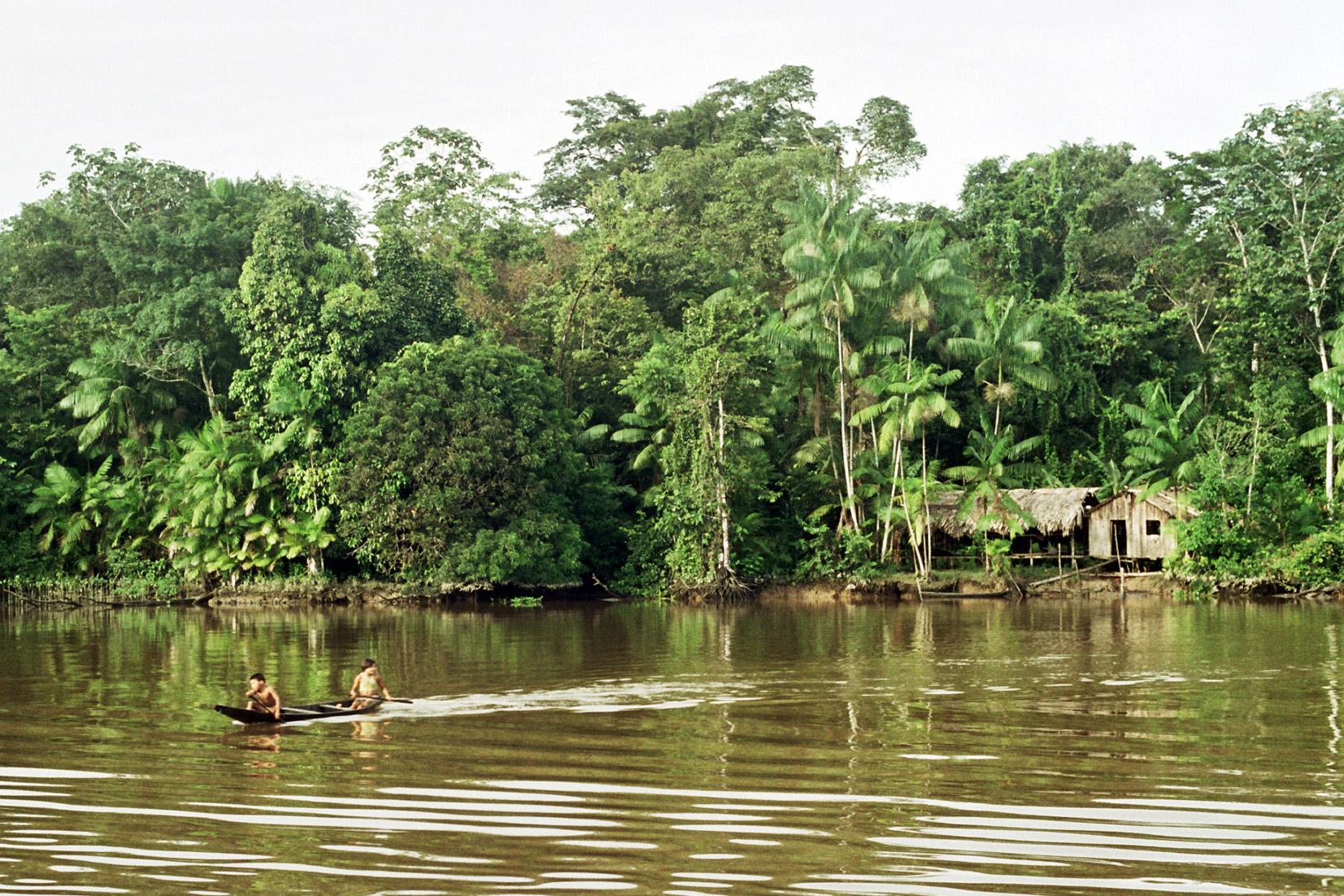
Amazonský prales v okolí řeky

Většinu povodí, více než 5 milionů km², pokrývá Amazonský deštný prales, největší tropický deštný les světa. V okrajových oblastech povodí se však objevují i jiné ekosystémy včetně savan, buše (zvaného caatinga či cerrado), galeriových lesů nebo horských mlžných lesů. Oblast deštného pralesa je známá vysokou mírou biodiverzity: žije v ní více než 10 000 druhů savců, plazů a ptáků a dalších 270 000 druhů hmyzu. Udivující je biodiverzita rostlin, z nichž některé jsou využívány jako kulturní plodiny (kvajáva, kaučukovník, kakaovník, juvie ztepilá) nebo pro výrobu léčiv (lapacho, vilcacora) a drog. Je pravděpodobné, že mnoho zdejších léčivých či jinak užitečných rostlin ještě čeká na objevení.
V antropologii a etnologii se používá pojem Velká Amazonie pro celou tropickou část Jižní Ameriky kromě And – kromě povodí Amazonky se k ní řadí i povodí Orinoka a oblast východní Brazílie. Původní obyvatelé této oblasti jsou amazonští indiáni a jejich kultura v celé této oblasti vykazuje mnoho společných rysů.

## Dílčí povodí
Povodí Tocantins je někdy vyčleňováno jako samostatné povodí.
| název řeky                                             | orientace přítoku | říční úsek | délka [km] | rozloha povodí [km²] | průměrný průtok [m³/s] |
| ------------------------------------------------------ | ----------------- | ---------- | ---------- | -------------------- | ---------------------- |
| horní Amazonka (soutok Ucayali a Marañónu – Tabatinga) |                   |            |            |                      |                        |
| Marañón                                                | L                 | 1          | 2 112      | 364 873,4            | 16 708                 |
| Ucayali                                                | P                 | 1          | 2 738      | 353 729,3            | 13 630,1               |
| Tahuyo                                                 | P                 | 1          | 80         | 1 630                | 105,7                  |
| Tamshiyaçu                                             | P                 | 1          | 86,7       | 1 367,3              | 86,5                   |
| Itaya                                                  | L                 | 1          | 213        | 2 668                | 161,4                  |
| Nanay                                                  | L                 | 1          | 483        | 16 673,4             | 1 072,7                |
| Maniti                                                 | P                 | 1          | 198,7      | 2 573,6              | 180,4                  |
| Napo                                                   | L                 | 1          | 1 075      | 103 307,8            | 7 147,8                |
| Apayaçu                                                | L                 | 1          | 50         | 2 393,6              | 160,9                  |
| Orosa                                                  | P                 | 1          | 95         | 3 506,8              | 234,3                  |
| Ampiyaçu                                               | L                 | 1          | 140        | 4 201,4              | 267,2                  |
| Chichita                                               | L                 | 1          | 48         | 1 314,2              | 87,7                   |
| Cochiquinas                                            | P                 | 1          | 49         | 2 362,7              | 150,2                  |
| Santa Rosa                                             | P                 | 1          | 45         | 1 678                | 101,5                  |
| Cajocumal                                              | L                 | 1          | 58         | 2 094,9              | 141,5                  |
| Atacuari                                               | L                 | 1          | 108        | 3 480,5              | 236,8                  |
| střední Amazonka (Tabatinga – Encontro das Águas)      |                   |            |            |                      |                        |
| Javari                                                 | P                 | 2          | 1 056      | 99 674,1             | 5 222,5                |
| Igarapé Veneza                                         | P                 | 2          |            | 943,9                | 58,3                   |
| Tacana                                                 | L                 | 2          |            | 541                  | 35,5                   |
| Igarapé de Belém                                       | L                 | 2          |            | 1 299,9              | 85,4                   |
| Igarapé São Jerônimo                                   | L                 | 2          |            | 1 259,6              | 78,2                   |
| Jandiatuba                                             | P                 | 2          | 520        | 14 890,4             | 980                    |
| Igarapé Acuruy                                         | P                 | 2          |            | 2 462,1              | 127,1                  |
| Putumayo                                               | L                 | 2          | 1 813      | 121 115,8            | 8 519,9                |
| Tonantins                                              | L                 | 2          |            | 2 955,2              | 169,2                  |
| Jutaí                                                  | P                 | 2          | 1 488      | 78 451,5             | 4 000                  |
| Juruá                                                  | P                 | 2          | 3 283      | 190 573              | 6 662,1                |
| Uarini                                                 | P                 | 2          |            | 7 195,8              | 432,9                  |
| Japurá                                                 | L                 | 2          | 2 816      | 276 812              | 18 121,6               |
| Tefé                                                   | P                 | 2          | 571        | 24 375,5             | 1 190,4                |
| Caiambe                                                | P                 | 2          |            | 2 650,1              | 90                     |
| Parana Copea                                           | L                 | 2          |            | 10 532,3             | 423,8                  |
| Coari                                                  | P                 | 2          | 599        | 35 741,3             | 1 389,3                |
| Mamiá                                                  | P                 | 2          |            | 5 514                | 176,2                  |
| Piorini (Badajos)                                      | L                 | 2          | 413        | 21 575               | 1 300                  |
| Igarapé Miuá                                           | L                 | 2          |            | 1 294,5              | 56,9                   |
| Purus                                                  | P                 | 2          | 3 382      | 378 762,4            | 11 206,9               |
| Paraná Arara                                           | L                 | 2          |            | 1 915,7              | 78,2                   |
| Paraná Manaquiri                                       | P                 | 2          |            | 1 318,6              | 52,9                   |
| Manacapuru                                             | L                 | 2          | 291        | 14 103               | 559,5                  |
| dolní Amazonka (Encontro das Águas – Gurupá)           |                   |            |            |                      |                        |
| Río Negro                                              | L                 | 3          | 2 362      | 714 577,6            | 30 640,8               |
| Prêto da Eva                                           | L                 | 3          |            | 3 039,5              | 110,8                  |
| Igapó-Açu                                              | P                 | 3          | 500        | 45 994,4             | 1 676,5                |
| Madeira                                                | P                 | 3          | 3 380      | 1 322 782,4          | 32 531,9               |
| Urubu                                                  | L                 | 3          | 430        | 13 892               | 459,8                  |
| Uatumã                                                 | L                 | 3          | 701        | 67 920               | 2 290,8                |
| Canumã, Paraná do Urariá                               | P                 | 3          | 400        | 127 116              | 4 804,4                |
| Nhamundá, Trombetas                                    | L                 | 3          | 744        | 150 032              | 4 127                  |
| Curuá                                                  | L                 | 3          | 484        | 28 099               | 470,1                  |
| Lago Grande do Curuaí                                  | P                 | 3          |            | 3 293,6              | 92,7                   |
| Tapajós                                                | P                 | 3          | 1 992      | 494 551,3            | 13 540                 |
| Curuá-Una                                              | P                 | 3          | 315        | 24 505               | 729,8                  |
| Maicurú                                                | L                 | 3          | 546        | 18 546               | 272,3                  |
| Uruará                                                 | P                 | 3          |            |                      | 104,8                  |
| Jauari                                                 | L                 | 3          |            |                      | 76,9                   |
| Guajará                                                | P                 | 3          |            | 4 243                | 105,6                  |
| Paru de Este                                           | L                 | 3          | 731        | 39 289               | 970                    |
| Xingu                                                  | P                 | 3          | 2 275      | 513 313,5            | 10 022,6               |
| Igarapé Arumanduba                                     | L                 | 3          |            |                      | 50,8                   |
| Jari                                                   | L                 | 3          | 769        | 51 893               | 1 213,5                |
| delta Amazonky (Gurupá – ústí)                         |                   |            |            |                      |                        |
| Braco do Cajari                                        | L                 | 4          |            | 4 732,4              | 157,1                  |
| Pará                                                   | P                 | 4          | 784        | 84 027               | 3 500,3                |
| Tocantins                                              | P                 | 4          | 2 639      | 777 308              | 11 796                 |
| Atuã                                                   | L                 | 4          |            | 2 769                | 119,8                  |
| Anajás                                                 | P                 | 4          | 300        | 24 082,5             | 948                    |
| Mazagão                                                | L                 | 4          |            | 1 250,2              | 44,4                   |
| Vila Nova                                              | L                 | 4          |            | 5 383,8              | 180,8                  |
| Matapi                                                 | L                 | 4          |            | 2 487,4              | 81,7                   |
| Acará, Guamá                                           | P                 | 4          | 400        | 87 389,5             | 2 550,7                |
| Arari                                                  | L                 | 4          |            | 1 523,6              | 80,2                   |
| Pedreira                                               | L                 | 4          |            | 2 005                | 89,9                   |
| Paracauari                                             | P                 | 4          |            | 1 390,3              | 67,9                   |
| Jupati                                                 | L                 | 4          |            | 724,2                | 32,6                   |